# Forges-la-Forêt
Forges-la-Forêt (bretonisch: Gorelioù-ar-C’hoad, Gallo: Lez Forj-la-Forést) ist eine französische Gemeinde mit 265 Einwohnern (Stand: 1. Januar 2022) im Département Ille-et-Vilaine in der Region Bretagne; sie gehört zum Arrondissement Fougères-Vitré und zum Kanton La Guerche-de-Bretagne. Die Einwohner werden Fèvres genannt.

## Geographie
Die Gemeinde Forges-la-Forêt liegt 18 Kilometer nördlich von Châteaubriant und etwa 40 Kilometer südöstlich von Rennes. Umgeben wird Forges-la-Forêt von den Nachbargemeinden Rannée im Norden und Nordosten, Chelun im Osten, Eancé im Südosten, Martigné-Ferchaud im Süden und Westen sowie Retiers im Nordwesten.

## Bevölkerungsentwicklung
| Jahr          | 1962 | 1968 | 1975 | 1982 | 1990 | 1999 | 2006 | 2013 | 2020 |
| Einwohner     | 342  | 316  | 287  | 267  | 275  | 242  | 268  | 275  | 259  |
| Quelle: INSEE |      |      |      |      |      |      |      |      |      |

## Sehenswürdigkeiten
- Kirche Saint-Martin aus dem 16./17. Jahrhundert

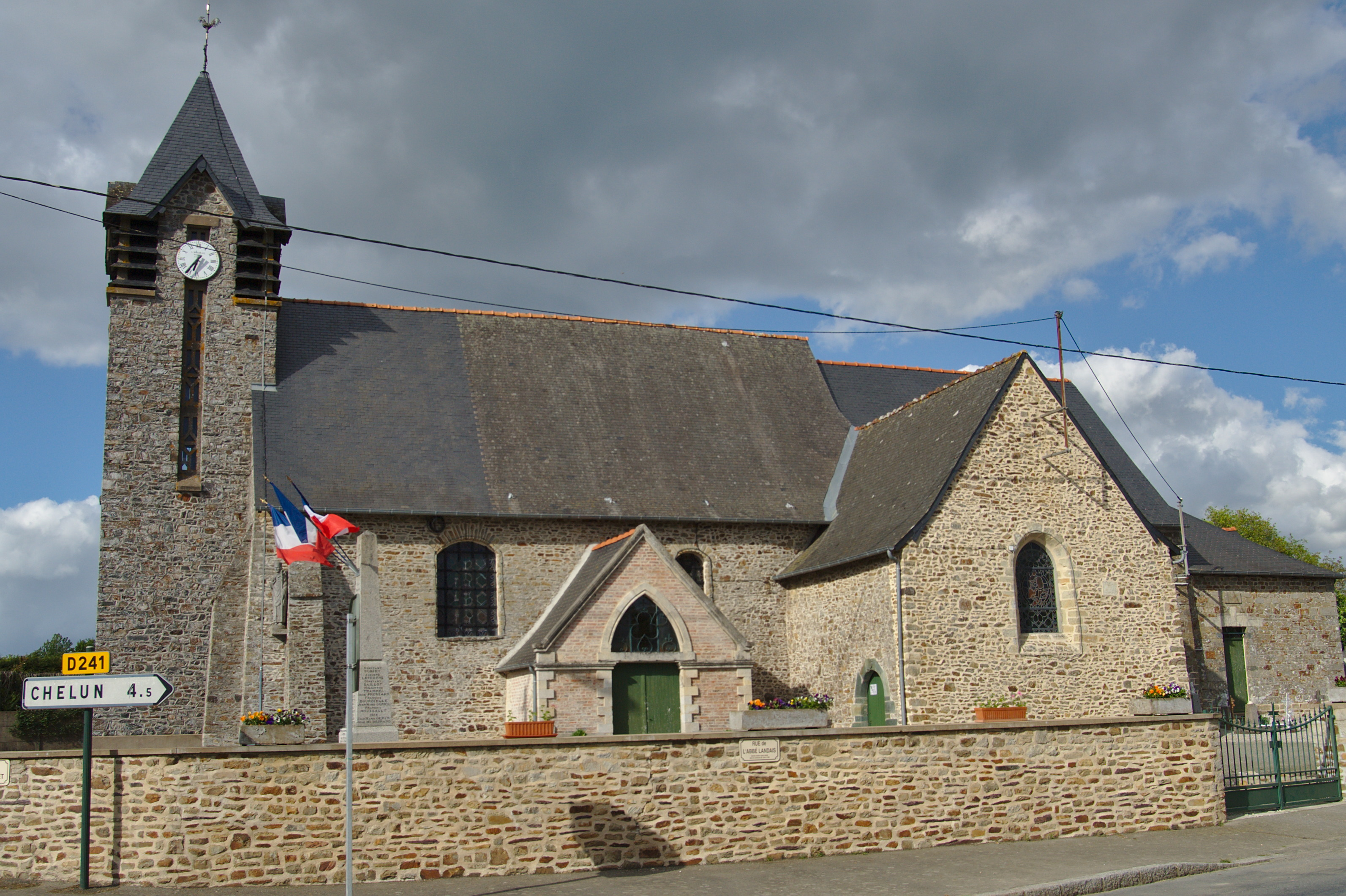
Kirche Saint-Martin